# デビッド・ローマー
デビッド・ヒバード・ローマー（David Hibbard Romer、1958年3月13日 - ）は、マサチューセッツ州Amherstに生まれたアメリカの経済学者。カリフォルニア大学バークレー校の教授であり、専門はマクロ経済学である。
妻のクリスティーナ・ローマーも経済学者である。グレゴリー・マンキューとともにニュー・ケインジアンの代表的理論家である。デイヴィド・ローマーとも表記する。

## 略歴
- 1958年 マサチューセッツ州Amherstで生まれる。
- 1976年 ‘Amherst Regional High School’に通う。
- 1980年 プリンストン大学を卒業（A.B.）する。
- 1980年 - 1981年 ‘Council of Economic Advisers’でJunior Staff Economistとなる。
- 1985年 マサチューセッツ工科大学（MIT）よりPh.D.を得る。
- 1985年 - 1988年 プリンストン大学の助教授となる。
- 1988年 - 1990年 カリフォルニア大学バークレー校のアクティング准教授となる。
- 1990年 - 1993年 カリフォルニア大学バークレー校の准教授となる。
- 1992年 - 現在 “Journal of Money, Credit, and Banking”の共同編集者となる。
- 1993年 - 2000年 カリフォルニア大学バークレー校の教授となる。
- 2000年 - 現在 カリフォルニア大学バークレー校の‘政治経済学ハーマン・ロイヤー’教授となる。
- 2003年 - 2008年 NBERにおける貨幣経済プログラムについてクリスティーナ・D・ローマーと共同理事となる（2008年～現在、理事）。
- 2003年 - 現在 NBERの景気日付委員会のメンバーとなる。
- 2006年 - 現在 アメリカ芸術科学アカデミーのフェローとなる。
- 2007年 - 現在 “American Economic Journal: Macroeconomics”の編集委員となる。
- 2009年 - 現在 Justin Wolfersと共に“Brookings Papers on Economic Activity”の編集者となる。

## 人物
- 妻クリスティーナ・ローマーとはMITのクラスメイトであった。子どもは、キャサリン、ポール、マシューの3人である。本人の兄弟はEvanである。
- グレゴリー・マンキューとは昔からの友人であり、互いの結婚式で花婿付添人（best man）をつとめた[2]。

## 著書

### 日本語訳
- 『上級マクロ経済学』、堀雅博・岩成博夫・南条隆共訳、日本評論社、1998年（原書初版1996年）、2010年（原書第3版2006年）

### 著書（原書）
- “Advaced Macroeconomics”、McGraw-Hill、First edition 1996、Second edition 2001、Third Edition 2006、Fourth edition 2012.

## 関連事項
- ニューケインジアン
- マクロ経済学
- Greg Mankiw
- IS-MPモデル